# مارکوس پائولو (بازیکن فوتبال)
مارکوس پائولو کوستا دو ناسیمنتو (پرتغالی: Marcos Paulo Costa do Nascimento؛ زادهٔ ۱ فوریهٔ ۲۰۰۱) بازیکن فوتبال اهل پرتغال است.
از باشگاه‌هایی که در آن بازی کرده‌است می‌توان به فلومیننزه و اتلتیکو مادرید اشاره کرد.